# Ismael Escrihuela Esteve
Ismael Escrihuela Esteve (nascido em 1902; morreu em 9 de setembro de 1936) foi um fazendeiro Espanhol que foi beatificado pela Igreja Católica.

## Currículo
Ele era conhecido por sua piedade - pelas pessoas ele era chamado de soldado de Cristo. Ele era um fazendeiro; ele tinha mulher e três filhos. Após o início da Guerra Civil Espanhola, ele foi morto em 9 de setembro de 1936.
Foi beatificado no grupo de Joseph Aparicio Sanz e foi acompanhado por 232 mártires pelo Papa João Paulo II em 11 de março de 2001.